# Terellia ceratocera
Terellia ceratocera är en tvåvingeart som först beskrevs av Friedrich Georg Hendel 1913.  Terellia ceratocera ingår i släktet Terellia och familjen borrflugor. Enligt den finländska rödlistan är arten nära hotad i Finland. Arten är reproducerande i Sverige. Artens livsmiljö är ruderatmarker, vägrenar och banvallar. Inga underarter finns listade i Catalogue of Life.

## Bildgalleri

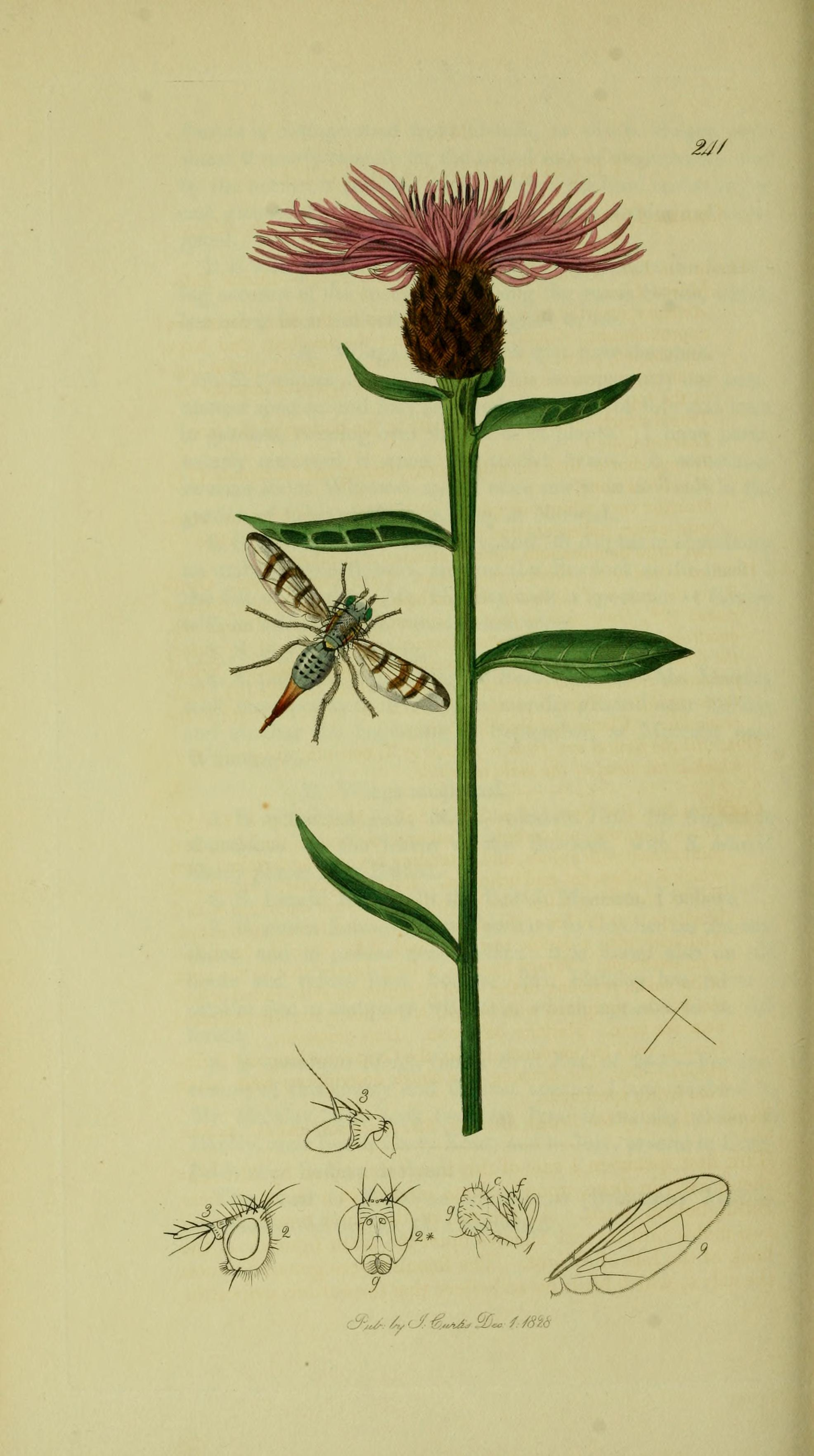